# Crnča (Ljubovija)
Crnča (em cirílico: Црнча) é uma vila da Sérvia localizada no município de Ljubovija, pertencente ao distrito de Mačva, na região de Podrinje Azbukovica. A sua população era de 972 habitantes segundo o censo de 2002.

## Demografia
| 1948  | 1953  | 1961  | 1971  | 1981  | 1991  | 2002  | 2011 |
| ----- | ----- | ----- | ----- | ----- | ----- | ----- | ---- |
| 1 438 | 1 569 | 1 783 | 1 707 | 1 539 | 1 373 | 1 213 | 972  |